# فينس تايلور (كرة سلة)
فينس تايلور (بالإنجليزية: Vince Taylor)‏ مواليد 11 سبتمبر 1960 في شيكاغو، هو مدرب كرة سلة أمريكي ولاعب سابق. بدأ مسيرته الاحترافية في سنة 1982. تم اختياره من قبل فريق نيويورك نيكس خلال الدرافت. يبلغ طوله 6 قدم 5 بوصة (2.0 م). اعتزل اللعب في 1997.

## المسيرة الاحترافية
لعب مع نيويورك نيكس في موسم 1982–1983، ثم لعب مع ليغا باسكيت الدرجة الأولى من سنة 1984 إلى 1986، ثم لعب مع نانسي باسكت في الدوري الفرنسي في موسم 1989–1990.

## روابط خارجية
- فينس تايلور على موقع إن بي أي (الإنجليزية)
- فينس تايلور على موقع سبورتس رفرنس (الإنجليزية)
- فينس تايلور على موقع كلية كرة السلة في سبورتس رفرنس.كوم (الإنجليزية)
- فينس تايلور على موقع ريلجم (الإنجليزية)
- فينس تايلور على موقع بروبوليرز (الإنجليزية)